# Lijst van alumni en medewerkers van de Universiteit Utrecht
Deze lijst bevat bekende personen die alumnus en/of (voormalig) medewerker van de Universiteit Utrecht (UU) zijn, onder wie enkele winnaars van de Nobelprijs. Onder de eredoctores van de universiteit geniet vooral Winnie Mandela bekendheid (1986).
A
- Karen Aardal, wiskundige
- Albert Alberts, schrijver, vertaler, journalist
- Josephine van Anrooy, historicus
- André Aptroot, mycoloog
- Bernardo Arévalo, verkozen President van Guatemala

B
- Lourens Baas Becking, botanicus en microbioloog
- Bert Balk, statisticus en hoogleraar
- Peter Beets, jazzpianist
- Menno Bentveld, televisiepresentator
- Jan Hendrik van den Berg, hoogleraar psychologie en psychiater
- Govaert van den Bergh, rechtshistoricus
- Christophorus Buys Ballot, meteoroloog en chemicus
- Clarence Barlow, componist
- Anthonius Wilhelm Cornelis Berns, chirurg en gynaecoloog
- Henk Berendsen, fysisch geograaf
- Leonard Besselink, hoogleraar staatsrecht
- Rebekka Biegel, pionier binnen de toegepaste psychologie
- Johannes Martin Bijvoet, chemicus
- Elisabeth Bik, microbioloog
- Nico Bloembergen, natuurkundige en Nobelprijswinnaar
- Fred van der Blij, hoogleraar wiskunde
- Rens Bod, alfa-informaticus, historicus
- Arend Jan Boekestijn, geschiedkundige
- Olaf van Boetzelaer, politicus en hoogleraar
- Elise Boot, rechtsgeleerde, politica en bestuurder
- James Boswell, auteur, advocaat
- Eppo Bruins, natuurkundige
- Geert Buelens, Vlaams hoogleraar Moderne Nederlandse Letterkunde
- Pieter Burman Junior, filoloog

C
- Miranda Cheng, natuurkundige
- Pieter Hendrik van Cittert, natuurkundige en wetenschapshistoricus
- Johanna Geertruida van Cittert-Eymers, natuurkundige en wetenschapshistorica
- Jean Coenen, onderwijzer, historicus en schrijver

D
- Jeanine Daems, wiskundige
- Peter van Dalen, ambtenaar en politicus
- Karel Willem Dammerman, zoöloog
- Tiete Damsté-Terpstra, docent op de afdeling Taalexpressie
- Malcolm Davies, bijzonder hoogleraar vrijmetselarij
- Annelien De Dijn, hoogleraar moderne politieke geschiedenis
- Arthur Docters van Leeuwen, bestuursvoorzitter Autoriteit Financiële Markten
- Cees Dekker, natuurkundige
- Jolle Demmers, hoogleraar Conflict Studies
- Jeannette Donker-Voet, dierenarts
- Bibi Dumon Tak, auteur
- Hermann von der Dunk, historicus
- Robbert Dijkgraaf, natuurkundige

E
- Wim Eggink, verzetsstrijder
- Arie Eikelboom, kerkmusicus
- Bertha Elias, juriste, feministe, museumdirectrice
- Jan Emmens (kunsthistoricus en dichter), kunsthistoricus
- Jan van Es, hoogleraar huisartsgeneeskunde
- Andreas Essenius, theoloog, rector magnificus

F
- Aljos Farjon, botanicus
- Katharine Fremantle, kunsthistoricus

G
- Jan Gerrit van Gelder, kunsthistoricus
- Ellen Gerrits, lector en hoogleraar logopedie(wetenschap)
- Martinus Gerard Gerritsen, predikant
- Wim Gerritsen, hoogleraar middeleeuwse letterkunde
- Pieter Geijl, historicus
- Ginkel, Hans A., em. rector magnificus UU, em.rector magnificus UNU
- Ronald Giphart, schrijver
- Johanna Goekoop-de Jongh, kunsthistoricus
- Willem Gradisen, burgemeester
- Robbert Gradstein, botanicus
- Johann Georg Graevius, wetenschapper
- Louis Grondijs, kunsthistoricus
- Willem Hendrik Gispen, emeritus rector magnificus
- Louis Peter Grijp, musicus, hoogleraar muziekwetenschap

H
- Arie Jan Haagen-Smit, scheikundige
- Femke Halsema, voormalig politica en burgemeester van Amsterdam
- George Haspels, predikant en schrijver
- Albert J.R. Heck, bioloog
- William Heckscher, kunsthistoricus
- Hendrik Jan Heeren, hoogleraar sociologie
- Hanneke den Held, vegetatiekundige
- Wilbert Hetterscheid, botanicus
- Ingmar Heytze, dichter, schrijver
- Godefridus Johannes Hoogewerff, kunsthistoricus
- Jacobus van 't Hoff, scheikundige en Nobelprijswinnaar
- René Hoksbergen, hoogleraar adoptie
- Rikki Holtmaat, feministe en hoogleraar
- Ewoud Hondius, rechtsgeleerde
- Gerard 't Hooft, natuurkundige en Nobelprijswinnaar
- Cees-Rein van den Hoogenband, chirurg
- Robijn Hornstra, hoogleraar Sociale Geneeskunde
- Pieter W. van der Horst, theoloog

I
- Vincent Icke, hoogleraar sterrenkunde

J
- Cornelis de Jager, hoogleraar sterrenkunde
- Marleen Janssen, hoogleraar doofblindheid
- Teun Jaspers, hoogleraar arbeidsrecht
- Eddy de Jongh (kunsthistoricus), kunsthistoricus
- Mayke de Jong, hoogleraar middeleeuwse geschiedenis
- Nancy Jouwe, cultuurhistoricus en schrijver

K
- René Kahn, psychiater
- Louise Kerling, fytopatholoog
- Fred Kistenkas, jurist en publicist
- Izaak Maurits Kolthoff, scheikundige
- Anton Koolhaas, roman- en toneelschrijver
- Arno Kuijlaars, wiskundige
- Jacobus Cornelius Kapteyn, astronoom
- Jan Jakob Lodewijk ten Kate, dichter
- Cornelis Koeman, cartograaf
- Fritz Kögl, hoogleraar organisch scheikundige
- Willem Koops, psycholoog
- Jan Kops, predikant, botanicus, landbouwkundige
- Jan Kuijpers, astronoom
- Peter Kuipers Munneke, weerman

L
- George Charles Labouchere, kunsthistoricus
- Herman Johannes Lam, botanicus
- Jan van Leeuwen, informaticus
- André le Fèvre, voetballer en wis- en natuurkundige
- Jozias Lepoeter, wiskundeleraar
- Orlanda Lie, hoogleraar middeleeuwse cultuur
- Carel ter Linden, (hof)predikant
- Nico ter Linden, (hof)predikant
- Aristid Lindenmayer, bioloog
- Geke Linker, verzetsstrijder
- Titia Loenen, hoogleraar
- Masja Loogman, huisarts

M
- Johannes Henricus van Maarseveen, minister
- Paul Maas, botanicus
- Trude Maas-de Brouwer, politica en bestuurder
- Rut Matthijsen, verzetsstrijder
- Anne Maclaine Pont, verzetsstrijder
- Geertje Mak, historicus
- Hjalmar van Marle, forensisch psychiater
- Machteld Johanna Mellink, archeoloog
- Marcel Minnaert, hoogleraar sterrenkunde
- Daniël de Moulin, medicus, wetenschapper, Engelandvaarder
- Pieter van Musschenbroeck, medicus, wis- en natuurkundige en astronoom

N
- Nanne Nauta, dichter, Franse Taal- en Letterkunde

O
- Frits van Oostrom, universiteitshoogleraar, opsteller Canon van Nederland
- Scato van Opstall, hoogleraar privaatrecht
- Miep Oranje, collaborateur
- Ferdinand Jan Ormeling sr., geograaf, redacteur Bosatlas
- Leonard Ornstein, hoogleraar natuurkunde
- Annetje Ottow, hoogleraar publieksrecht, lid college van bestuur (sinds 2018) en voorzitter Taskforce Diversity
- Mark Overmars, programmeur en hoogleraar

P
- Gerard Panhuysen, historicus en archivaris
- Jacob Perizonius, classicus en historicus
- Pieter Pestman, hoogleraar
- Prins Pieter-Christiaan
- Marcel van der Plank, politicus
- Ronald Plasterk, hoogleraar en minister
- Jan Pol, dierenarts
- Willem Pompe, hoogleraar strafrecht
- Jaap Pop, oud-burgemeester van Haarlem
- Combertus Willem van der Pot, rechtsgeleerde
- Laurens Praalder, wiskundige

R
- Adriaan Reland, hoogleraar oosterse talen
- Henricus Regius, filosoof en medestander van Descartes
- Emil Reznicek, kunsthistoricus
- Franciscus Roels, eerste hoogleraar in de psychologie
- Anna Roes, archeologe en kunsthistorica
- Madzy Rood-de Boer, hoogleraar jeugdrecht, de jeugdbescherming en jeugdbeleid
- Yvonne van Rooy, juriste, oud-staatssecretaris volksgezondheid, voorzitter College van Bestuur UU
- Marc van Roon, musicus, docent, sociaal interventie-kundige en bestuurder
- Wilhelm Röntgen, natuurkundige en Nobelprijswinnaar
- Maarten van Rossem, bijzonder hoogleraar geschiedenis
- Wim Rutgers, criticus, surinamist en literatuurgeschiedschrijver
- Lavoslav Ružička, scheikundige en Nobelprijswinnaar
- Isaac Johan De Roy, advocaat

S
- Robert Samson, mycoloog
- Joop van der Schee, hoogleraar onderwijsgeografie
- Peter Jan Schellens, hoogleraar taalbeheersing
- Johann Jakob Scheuchzer, arts, wetenschapper
- Marie Beatrice Schol-Schwarz, phytopatholoog
- Jan Hendrik Scholten, theoloog
- Peter Schrijver, taalkundige en hoogleraar keltologie
- Anne Schulp, hoogleraar vertebratenpaleontologie
- Anna Maria van Schurman volgde achter gordijn colleges
- Selma Sevenhuijsen, hoogleraar algemene sociale wetenschappen
- Duco Sickinghe, ondernemer
- Feyo Onno Joost Sickinghe, industrieel, directeur en commissaris
- Roel Sikkema, historicus en journalist
- J. Slauerhoff, dichter, schrijver
- Caroline Slomp, hoogleraar mariene biogeochemie
- Bart Snels, directeur van het wetenschappelijk bureau GroenLinks
- Fred Soons, hoogleraar internationaal publiekrecht
- Guus Sötemann, hoogleraar moderne Nederlandse letterkunde
- Iris Sommer, psychiater, schrijver en hoogleraar psychiatrie
- Charles Spencer, 3de Graaf van Sunderland, staatsman
- Jop Spruit, rechtshistoricus
- Cornelis van Steenis, botanicus
- Joost Stalpers, mycoloog
- Nelly Stienstra, taalkundige
- Kees Stip, dichter
- Errol Frank Stoové, topfunctionaris
- Ankie Stork, verzetsstrijder
- Feike Sijbesma, voorzitter Raad van Bestuur DSM

T
- Jan Terlouw, schrijver, politicus
- Christiaan Hendrik Trotz, jurist

U
- Anne Barbara Underhill
- Jerfi Uzman, hoogleraar staatsrecht

V
- Rienk van Veen, jurist, politicus
- Sietze Douwes van Veen, kerkhistoricus, rector magnificus
- Jan Veldhuis, directeur-generaal OC&W, voorzitter CvB-UU
- Kees Vellekoop, hoogleraar muziekwetenschap
- Lambert van Velthuysen, 17e-eeuws filosoof en arts
- Martin Veltman, natuurkundige, Nobelprijswinnaar
- Marco Verhoef, meteoroloog
- Erik Verlinde, natuurkundige
- Herman Verlinde, natuurkundige
- Roel Vermeulen, milieu-epidemioloog
- Sanneke Vermeulen, paralympisch sportster
- Ton Vermeulen, schrijver en historicus
- Jan Albert Versteeg, schrijver, vertaler en literair criticus
- Albert Visser, logicus
- Gisbertus Voetius, theoloog
- Carl Wilhelm Vollgraff, Griekse taal- en letterkunde, archeoloog, kunsthistoricus
- Henk Voogd, planoloog
- Nico de Voogd, geoloog, bestuurder, oud-vz. CvB/TUD
- Willem Vogelsang, kunsthistoricus, museumdirecteur, rector magnificus
- Joost de Vries, schrijver, journalist
- Leo Vroman, schrijver, dichter, bioloog
- Hans Vliegenthart, hoogleraar scheikunde

W
- Annie de Waard, verzetsstrijder
- Hellen van der Wal, juriste

̽* Jaap Webb, verzetsstrijder
- Bert Weckhuysen, scheikundige
- Hugh Williamson, politicus
- Johanna Maria van Winter, historica
- Henk van der Werff, botanicus
- Marga Werkhoven, botanica
- Johanna Westerdijk, botanica
- Arie de Wild, jurist

Z
- Rudolf van Zantwijk, antropoloog
- Henk Zeevalking, minister
- Christiaan Zevenbergen, rechtshistoricus
- Cees Zwaan, hoogleraar astrofysica UU, zonnefysicus

## Rectores
- Lijst van rectores magnifici van de Universiteit Utrecht